# Jasmin Lord
Jasmin Lord (Stuttgart, 6. studenog 1989., rođena kao Jasmin Gaßmann) njemačka je televizijska, filmska i kazališna glumica te redateljica kolumbijskog podrijetla.

## Životopis
Rođena je u Stuttgartu 1989. godine, u miješanom braku majke Kolumbijke i oca Nijemca. Sa 16 godina odlazi u New York, gdje pohađa dvogodišnji studij glume i režije pri Njujorškoj filmskoj akademiji. Nakon studija pohađala je i satove usavršavanja u Glumačkoj školi Stelle Adler, također u New Yorku.
Karijeru započinje u kazalištu, gdje je tijekom 2006. i 2007. igrala značajne uloge u njujorškim kazalištima. Povratkom u Njemačku, prvu televizijsku ulogu dobiva u poznatoj sapunici Zabranjena ljubav, u kojoj glumi pune tri godine (2008. – 2011.) Za tu ulogu 2009. dobiva nagradu za najljepšu njemačku glumicu u sapunicama (Miss Soap), u izboru od sveukupno 50 glumica. Dvije godine kasnije ponovno dobiva istu nagradu, samo pod drugim nazivom (najseksi njemačka glumica u sapunicama).
Kasnije se i nekoliko puta pojavila kao gostujuća glumica i pomoćnica redatelja u epizodama serije Cobra 11. Glumila je u desetak njemačkih ZDF-ovih televizijskih filmova.
U filmu General Antuna Vrdoljaka tumači ulogu Gotovinine prve žene Ximene.